# عطلة نشنال لمبون
عطلة نشنال لمبون فيلم طريق كوميدي أمريكي من إخراج هارولد راميس. وبطولة شيفي تشيز وبيفيرلي دي أنجيلو. يحكي الفيلم قصة عائلة تقوم برحلة بالسيارة في العطلة للذهاب إلى مدينة العاب.
حقق الفيلم نجاحًا كبيرًا في شباك التذاكر، حيث حقق أكثر من 60 مليون دولار في الولايات المتحدة بميزانية تقدر بـ 15 مليون دولار، وتلقى مراجعات إيجابية من النقاد.